# 레제크네시

시 문장

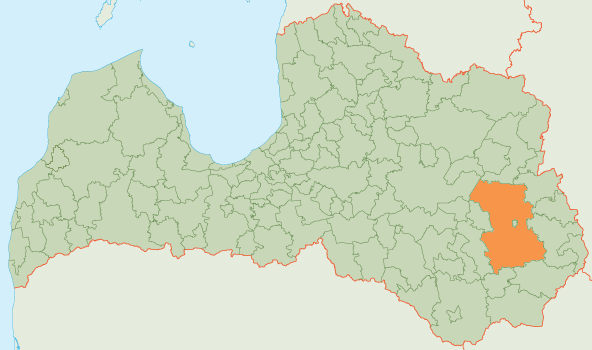
레제크네 시의 위치

레제크네시(라트비아어: Rēzeknes novads)는 라트비아의 지방 자치체로 행정 중심지는 레제크네이며 면적은 2,524.1km2, 인구는 32,130명(2009년 기준), 인구 밀도는 13명/km2이다. 25개 교구를 관할한다. 행정 중심지인 레제크네는 레제크네 시에 속하지 않으며 독립된 도시로 존재한다.

## 같이 보기
- 라트비아의 행정 구역